# Oldřich Fictum

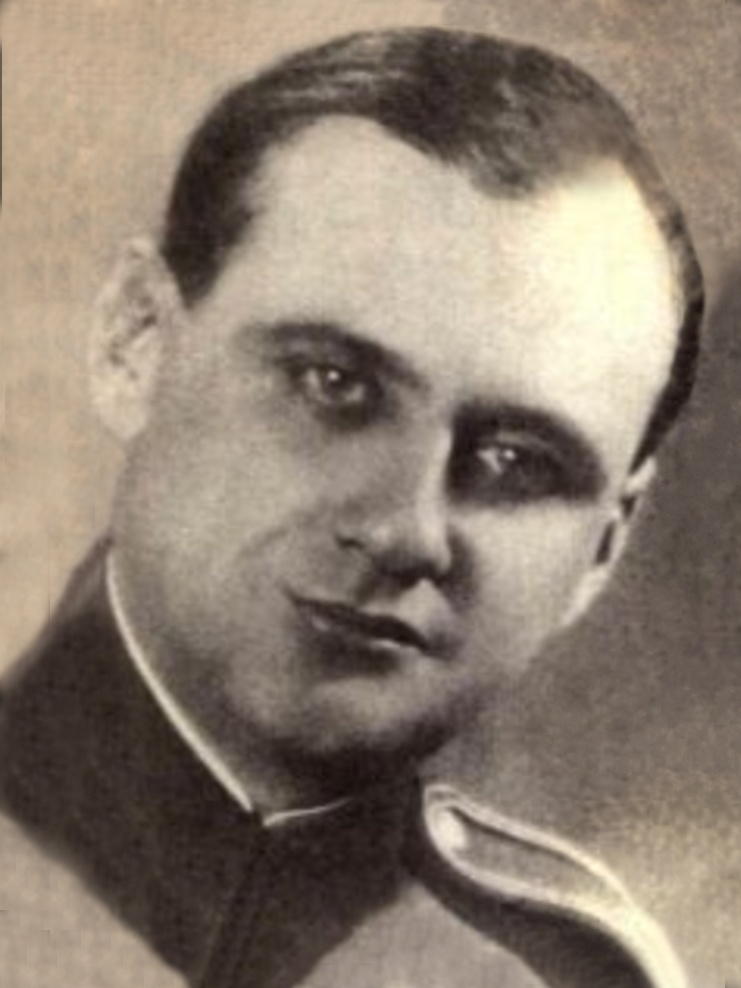
Dne 6. prosince 1939 byl zatčen i jeden z organizátorů Krajského velitelství Obrany národa Brno podplukovník Pavel Ripka

Oldřich Fictum (3. července 1907 Kout na Šumavě – 18. března 1943 Frankfurt nad Mohanem) byl důstojník Československé armády (zbrojař) a protinacistický odbojář působící za protektorátu v řadách ilegální organizace Obrana národa.

## Život

### Rodinné zázemí
Oldřich Fictum se narodil 3. července 1907 v obci Kout na Šumavě číslo popisné 149 (okres Domažlice) do rodiny místního stavbyvedoucího Františka Fictuma a jeho manželky Magdaleny Fictumové (rozené Kocourkové). Nebyl jedináčkem, měl staršího bratra Jana Vladislava Fictuma (1902–1960),, dalšího staršího bratra Bořivoje Fictuma (* 1904) a bratra Františka Fictuma.

### Studium a prezenční vojenská služba
Oldřich Fictum se vyučil v Plzni elektrotechnikem a poté vystudoval v Praze Vyšší elektrotechnickou školu. Studium završil složením maturitní zkoušky v roce 1928. Po skončení povinné (prezenční) vojenské služby ve slovenské Nitra|Nitře (dosáhl vojenské hodnosti podporučíka) nastoupil v Plzni na místo úředníka ve Škodových závodech. V období světové hospodářské krize byl nucen z finančních důvodů opustit vysokoškolská studia techniky a rozhodl se pro práci v československé armádě.

### Vojákem z povolání
Svoji kariéru vojáka z povolání (aktivního důstojníka zbrojní služby) zahájil 1. ledna 1931, kdy byl přidělen jako zbrojní technik do Zbrojovky v Brně ke zbrojně technickému úřadu. Na podzim 1931 prošel v Plzni kurzem pro důstojníky technické zbrojní služby z povolání. Po úspěšném absolvování kurzu jej přeložili (k výkonu funkce zbrojního důstojníka) k 305. dělostřeleckému pluku v Českých Budějovicích, později sloužil v posádce Tábor a odtud byl v červenci 1934 přeložen zpět do Zbrojovky v Brně. Pyrotechnický kurz v Plzni (a v Poličce) absolvoval v roce 1935, kdy byl také povýšen do vojenské hodnosti nadporučíka. V roce 1937 absolvoval v Praze další kurz tentokrát určený pro dozorčí orgány válečného průmyslu. Po jeho absolvatoriu byl následně přidělen ke štábu velitelství III. sboru v Brně (do funkce referenta těžkého válečného průmyslu) u 4. oddělení štábu III. sboru. Krom této funkce byl Oldřich Fictum též správcem důstojnické jídelny III. sboru. Na velitelství III. sboru v Brně byl Oldřich Fictum zaměstnán až do likvidace československé branné moci po německé okupaci Čech, Moravy a Slezska (a po vyhlášení protektorátu, tj. po 15. březnu 1939). Od dubna 1939 byl protektorátní státní správou zařazen do funkce technického úředníka konstrukčního oddělení ve Zbrojovce Brno.

### Odbojová činnost
Brněnská Zbrojovka byla významným podnikem svého druhu působícím na území Protektorátu Čechy a Morava a již od počátku německé okupace (od jara 1939) na ni byla zacílena pozornost formujícího se domácího protiněmeckého odboje. Z podnětu pražského odbojového ústředí navázal koordinátor Jaroslav Trumpeš kontakty s odbojáři v brněnské Zbrojovce s cílem získávání zpravodajsky použitelných a cenných informací týkajících se politických, vojenských a ekonomických otázek.
Do řad členů ilegální vojenské odbojové organizace Obrana národa – skupina Brno–venkov, úsek Zbrojovka, kraj Brno–město – se Oldřich Fictum zapojil záhy po 15. březnu 1935. Osobně organizoval prvořadý úkol této skupiny: systematické nedovolené vynášení (pašování) zbraní z brněnské Zbrojovky. Svoje časté služební cesty do Vsetína a do Povážské Bystrice využíval Oldřich Fictum k navazování kontaktů s místně působícími ilegálními skupinami. S jejich pomocí pak zajišťoval převádění občanů z Protektorátu Čechy a Morava za jeho hranice.

### Zatčení
Německé represivní složky naplánovaly rozsáhlé zatýkání v řadách zaměstnanců Zbrojovky v Brně na přelom let 1939/1940 a v jejich hledáčku se také ocitl technický úředník konstrukčního oddělení nadporučík Oldřich Fictum coby hlavní organizátor podnikových odbojových aktivit. Přípravu svého odchodu mimo protektorát (naplánovanou na 6. prosince 1939 ve 13.00 hodin) zahájil Oldřich Fictum na počátku prosince 1939 tím, že neuposlechl nařízení k odevzdání svého cestovního pasu do rukou vedení Zbrojovky. Brněnské gestapo jej zatklo 6. prosince 1939 v 8.00 hodin ráno.
Toho dne (6. prosince 1939) provedlo gestapo v moravském regionu rozsáhlou zatýkací akci po níž zbyla silně narušená odbojová struktura Obrany národa. Kromě zatčeného velitele Obrany národa v brněnské Zbrojovce Oldřicha Fictuma byl v Brně zatčen podplukovník Pavel Ripka – jeden z organizátorů Krajského velitelství Obrany národa Brno. V Olomouci byl toho dne zatčen gestapem další odbojář – podplukovník Bedřich Šesták (* 27. dubna 1905 Cheb – 21. dubna 1944 Brieg).
Mezi dalšími gestapem zatčenými (na jaře roku 1940) byli Fictumovi spolupracovníci Ing. Stanislav Přibyl a poručík Ladislav Elsner. Při zostřených výsleších zadržených se pak vyšetřovatelé dozvěděli i o tzv. „zbraňových akcích“ s jejichž pomocí měly být získávány zbraně pro odbojovou činnost. Ani tyto zásahy gestapa ale neutlumily rezistenční protiněmecké aktivity zbylých zaměstnanců Zbrojovky, kteří v malých ilegálních skupinkách dále pokračovali v odbojové činnosti.

### Věznění, soud, ...
Průběžně byl Oldřich Fictum vězněn na různých místech: na Špilberku v Brně; v Sušilových kolejích; v Kounicových kolejích a opětovně v Sušilových kolejích. Ve svém posledním dopise (adresovaném své snoubence Marii Komínkové) konstatoval, že „špilberské noci a sušilovský pobyt byly horší než několikahodinová operace při vědomí“.
Pak byl převezen do Vratislavi (Breslau) (nejspíše do věznice Kletschkauerstraße, kam bylo posíláno mnoho českých vězňů zejména těch z Kounicových kolejí), na Mírov, do dolnosaského Wolfenbüttelu, německého Diezu a nakonec do hessenského Frankfurtu nad Mohanem.
Lidový soudní dvůr jej 22. října 1942 odsoudil k trestu smrti, který byl vykonán dne 18. března 1943 ve Frankfurtu nad Mohanem. Po skončení druhé světové války byl  nadporučík Oldřich Fictum v říjnu 1946 in memoriam povýšen do hodnosti štábního kapitána technické zbrojní služby.

## Připomínky

### Brno, ústřední hřbitov
Jeho jméno (FICTUM OLDŘICH) je uvedeno na památníku (pohřebišti) věnovaném obětem 2. světové války, který se nachází v Brně na ústředním hřbitově (skupina 56a/04). Tento památník připomíná 20 protifašistických bojovníků ilegální vojenské odbojové organizace Obrana národa, kteří byli popraveni nacisty v roce 1943 ve Frankfurtu nad Mohanem a jejichž urny s popelem byly dne 7. září 1967 s vojenskými poctami uloženy do společného hrobu nad nímž byl vztyčen společný pomník. Ten je tvořen na šířku situovanou obdélnou deskou z černé leštěné žuly umístěné na žulovém podstavci. Písmo na desce je ryté, vyplněné stříbrnou barvou a jména odbojářů jsou umístěna do třech sloupců.

### Kout na Šumavě
Jeho jméno (ŠTKP / OLDŘICH FICTUM / FRANKFURT 1943), fotografie a místo s rokem úmrtí jsou uvedeny na pietním místě (pomníku) věnovaném obětem druhé světové války v letech 1938 – 1945. Pomník (tvořený kamenným podstavcem na němž je umístěna pamětní deska) se nachází před vstupem na hřbitov v obci Kout na Šumavě.

### Vsetín
Jeho jméno (FICTUM OLDŘICH) je uvedeno na pomníku obětí světových válek a vzpoury proti Habsburkům na náměstí Svobody ve Vsetíně.

### Zbrojovka Brno
Jeho jméno (npor. Fictum Oldřich) je uvedeno na památníku věnovaném válečným, okupačním a odbojovým obětem z let 1938–1945 z řad zaměstnanců Zbrojovky v Brně. Památník ve tvaru vysokého štíhlého sloupu (pylonu) se nachází v Brně–Zábrdovicích na nádvoří závodu (Zbrojovky) vlevo za branou. Byl slavnostně odhalen 25. října 1946. Plastickým písmem je zde uvedeno (jménem a příjmením) 94 osob. Na památník byl použit následující materiál: umělý mramor, travertin a bronz (na vrcholu pylonu je bronzová plastika rukou vztyčených k přísaze).